# Девојка са подрезаном косом (Менандар)
Девојка с подрезаном косом (грч. Περικειρομένη) наслов је једне комедије грчкога песника Менандра, који је припадао тзв. новој атичкој комедији. Око половине тескта ове драме пронађен је на папирусу. Наиме, процењено је да је комплетна драма имала између 1030 и 1091 стихова, од којих је сачувано њих око 450. У свим чиновима недостаје почетак и крај, с изузетком сачуваног прелаза између првог и другог чина. Комад је први пут игран можда 314-313. п. н. е., а можда и много касније.

## Заплет
Сиромашни трговац Патек изложио је своју децу близанце, дечака и девојчицу. Дечака Мосхиона усвоји богаташица Мирина која се касније уда за Патека, па овај посвоји Мосхиона не знајући да му је он заправо рођени син. Девојчица Гликера, сада љубавница плаћеника Полемона, ухваћена је како грли Мосхиона, за кога она зна да јој је брат, премда је он сам још увек несвестан те чињенице. У нападу љубоморе Полемон подреже њену косу на кратко (по чему је комад и добио наслов), након чега она побегне у кућу Патека, који се у међувремену обогатио. Полемон покуша да упадне у кућу на челу комичне армије коју чини неколико робова, свирачица на фрули и једнан кувар који вуче свињу, но Патек их изводи из куће. Ускоро накит остављен с Гликером у корпи када је као беба била изложена доказују њен идентитет, а и Мосхион открива властити идентитет прислушкујући Патека и Гликеру. Тако се на крају сви помире и Гликера се удаје за Полемона.

## Лица
| - Полемон, плаћеник - Сосија, роб Полемонов - Гликера, невенчана жена Полемонова - Дорида, ропкиња Полемонова и слушкиња Гликерина - Мосхион, млади сусед, брат Гликерин - Давос, роб Мосхионов | - Патек, старац - Агноја ("Незнање"), која говори пролог - Кувар, који вуче свињу - Хабротона, свирачица на фрули - Неколико робова, чланова Полемонове "армије" - Хор пијаних мангупа |

## Тематика
Главна тема ове комедије је помирење, а радња се усредсређује на однос између Полемона, коринтског плаћеника, и његове невенчане жене Гликере. Акт насиља у породици који је починио Полемон узрокује низ догађаја који кулминирају Гликерином спознајом властитог идентитета и њеним помирењем и склапањем званичног брака с Полемоном.
Сцена у којој лик плаћеника окупља комичну војску састављену од робова и других лица ни налик на војничка представљао је једну од типских сцена у комедијама с плаћеницима. У Теренцијевом Евнуху, на пример, војник Трасон неуспешно покушава да упадне у кућу хетере Таиде са војском у којој се налазе његов чанколиз Гнатон и куват Санга.
Као и у Штиту и Омраженом човеку, и у овој драми плаћеник се мора прво социјализовати у полис пре но што се може венчати са својом романтичном јунакињом. Најзад му и његов будући таст предлаже да би требало да напусти плаћеничку службу.
Но, од самога почетка чини се да Полемон није превише вичан војничком умећу. Напад на суседову кућу заправо предводи Полемонов роб Сосија. Слично томе, млади Мосхион много више наликује типском лику хвалисавог војника док се хвали својим добрим изгледом и својим успесима с хетерама (Пк. 302-303), шалећи се да ће свог роба Давоса поставити за "управника грчких послова и заповедника копнених снага (Пк. 279-80) и шаљући га као "извидницу" (Пк. 295).
Полемонов акт породичног насиља (резање косе на силу) везује се за насиље које су у то доба чиниле плаћеничке војске. Оно што га искупљује и ипак чини потенцијалним супругом Гликериним јесте чињеница да у прологу Агноја (Незнање) јасно прихвата на себе одговорност за његов насилни чин (Пк. 163-166). Штавише, његово насиље је представљено као "изузетак а не израз суштински лоше нарави", па се стога приказује као опростиво
Менандар у овој драми на посебно елегантан начин обрађује уобичајену тему одвајања и спајања породице. У тренутку када се раскид између Гликере и Полемона чини коначним, када она односи своје ствари из Полемонове куће, управо тада почиње сцена препознавања: Патек види њен дечји накит и одећу и препознаје Гликеру као своју кћерку, што пак доводи до њеног помирења с Полемоном. Друга важна одлика сцене препознавања јесте пародирање трагичког патхоса. Од стиха 779 разговор између Патека и његове кћерке прераста у стихомитију типичну за трагедије, у којој ликови наизменично изговарају по један стих. Осим тога, ликови цитирају познате фрагменте из Еурипидових трагедија који, извађени из контекста, звуче комично.
Са срећним завршетком трансформисана је улога свакога од главних ликова. Сви они почињу као лица на маргинама полисног друштва или чак изван њега, али до краја комада свако од њих преузима на себе све више од конвенционалне улоге која се у друштву очекује. Гликера од љубавнице непознатог држављанства постаје удата грађанка. Полемон, плаћеник и луталица, стално се настањује у полису. Патек, удовац без деце, преузима улогу оца породице, а чак се и Мосхион из младог заводника претвара у угледног супруга.